# Christian Villanueva
Christian Ivan Villanueva (né le 19 juin 1991 à Guadalajara, Jalisco, Mexique) est un joueur de troisième but de la Ligue majeure de baseball.

## Carrière
Christian Villanueva signe son premier contrat professionnel le 17 août 2008 avec les Rangers du Texas. Il débute en 2009 sa carrière professionnelle en ligues mineures mais ne joue que 8 matchs à sa première saison après avoir subi une intervention chirurgicale à un genou.
Le 31 juillet 2012, les Rangers échangent aux Cubs de Chicago Villanueva et le lanceur droitier Kyle Hendricks, qui évoluent tous deux en ligues mineures, en retour du vétéran lanceur droitier Ryan Dempster. Villanueva n'a guère d'espoirs d'être promu chez les Cubs, le poste de joueur de troisième but semblant déjà réservé à la future vedette Kris Bryant. Après une saison de 20 coups de circuit dans les mineures en 2015, Villanueva ne peut jouer en 2016 après une fracture de la fibula, et il est libéré de son contrat par les Cubs.
En décembre 2016, il signe un contrat avec les Padres de San Diego et connaît une saison de 20 coups de circuit et 86 points produits en 109 matchs joués en 2017 avec les Chihuahuas d'El Paso, le club-école des Padres dans la Ligue de la côte du Pacifique.
Christian Villanueva fait ses débuts dans le baseball majeur avec San Diego le 18 septembre 2017.